# Dendrobium masonii
Dendrobium masonii är en orkidéart som beskrevs av Herman Montague Rucker Rupp. Dendrobium masonii ingår i släktet Dendrobium, och familjen orkidéer. Inga underarter finns listade i Catalogue of Life.